# Archiconchoecemma
Archiconchoecemma is een geslacht van kreeftachtigen uit de klasse van de Ostracoda (mosselkreeftjes).

## Soorten
- Archiconchoecemma orientalis (Chavtur, 1987)
- Archiconchoecemma simula (Deevey, 1982)